# G̃

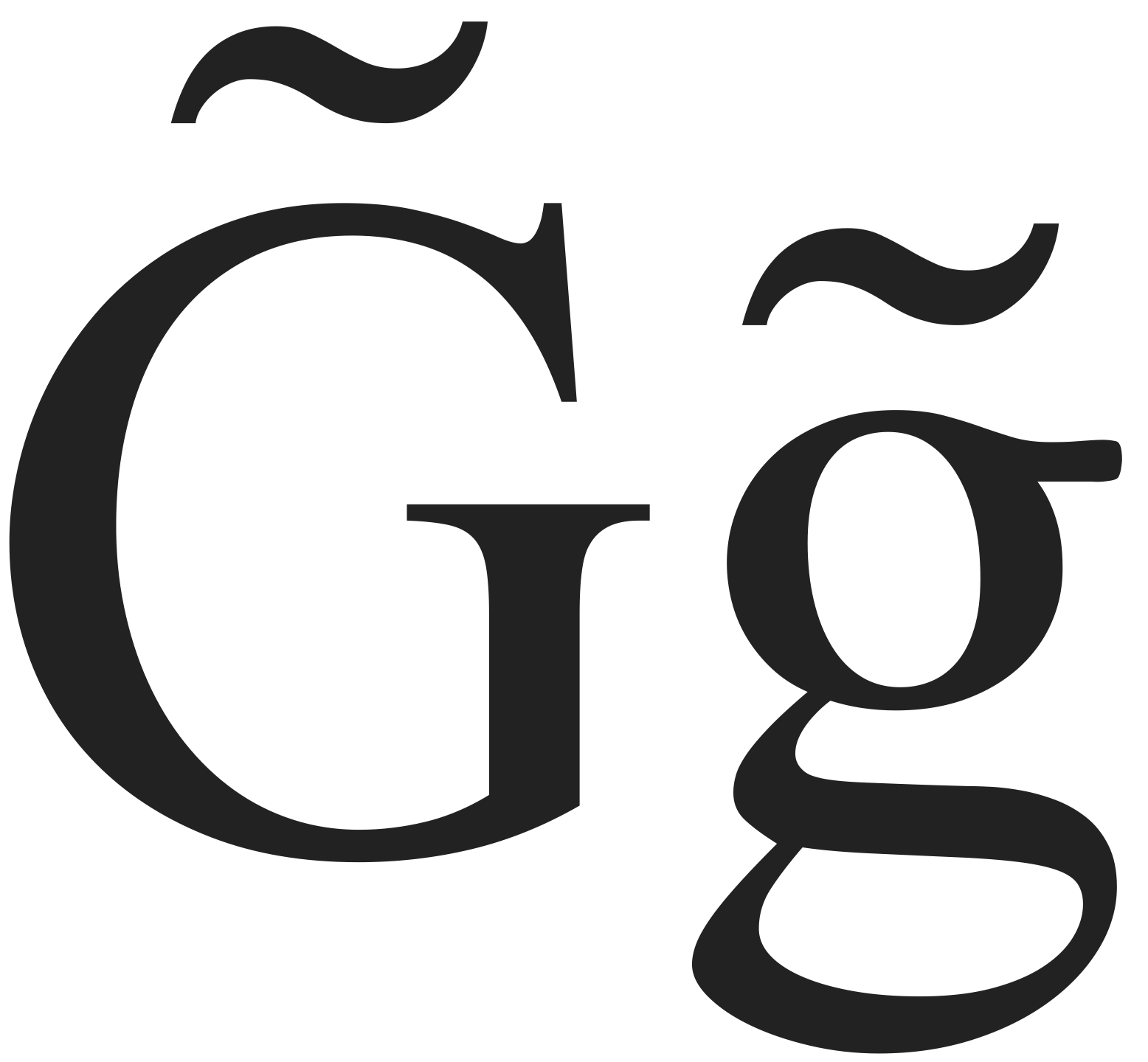
G̃ escrito em maiúsculo e minúsculo.

G̃ ou g̃ em minúsculo, é a sétima letra do alfabeto guarani, deriva da letra G indicando a nasalização da consoante com um til, ou, para uma maior facilidade de inserção de caracteres, com um acento circunflexo ao invés do til Ĝĝ. Esta letra representa o fonema consonantal nasal velar (AFI: /ŋ/) no idioma.